# Senna
Senna , rod mahunarki dio podtribusa Cassiinae. Postoji blizu 290 vrsta, uglavnom grmova i drveća u tropskim i suptropskim krajevima Afrike, Amerike, Azije i Australije

## Vrste
1. Senna acanthoclada (Grisebach) Irwin & Barneby
2. Senna acatlanensis C.Rojas-Mart. & A.Delgado
3. Senna acclinis (F.Muell.) Randell
4. Senna aciphylla (Benth.) Randell
5. Senna aculeata (Pohl ex Benth.) Irwin & Barneby
6. Senna acunae (Borhidi) A.Barreto & Yakovlev
7. Senna acuparata Irwin & Barneby
8. Senna acuruensis (Benth.) Irwin & Barneby
9. Senna acuta (Meyen ex Vogel) Zoellner & San Martín
10. Senna acutisepala (Benth.) Irwin & Barneby
11. Senna affinis (Benth.) Irwin & Barneby
12. Senna alata (L.) Roxb.
13. Senna alexandrina (Garsault) Mill.
14. Senna andrieuxii (Benth.) Irwin & Barneby
15. Senna angulata (Vogel) Irwin & Barneby
16. Senna angustisiliqua (Lam.) Irwin & Barneby
17. Senna ankaranensis Du Puy & R.Rabev.
18. Senna anthoxantha (Capuron) Du Puy
19. Senna aphylla (Cav.) Irwin & Barneby
20. Senna apiculata (Mart. & Galeotti) Irwin & Barneby
21. Senna appendiculata (Vogel) Wiersema
22. Senna apsidoneura (Irwin & Barneby) Irwin & Barneby (poznata jedino po tipu)
23. Senna araucarietorum Irwin & Barneby
24. Senna argentea (Kunth) Irwin & Barneby
25. Senna arida (Rose) Irwin & Barneby
26. Senna aristeguietae Irwin & Barneby
27. Senna armata (S.Watson) Irwin & Barneby
28. Senna arnottiana (Gillies ex Hook.) Irwin & Barneby
29. Senna artemisioides (DC.) Randell
30. Senna atomaria (L.) Irwin & Barneby
31. Senna aurantia (Ruiz & Pav. ex G.Don) Irwin & Barneby
32. Senna auriculata (L.) Roxb.
33. Senna aversiflora (Hook.) Irwin & Barneby
34. Senna aymara Irwin & Barneby
35. Senna baccarinii (Chiov.) Lock
36. Senna bacillaris (L.fil.) Irwin & Barneby
37. Senna bahiensis A.G.Lima & V.C.Souza
38. Senna barclayana (Sweet) Randell
39. Senna barronfieldii (Colla) Hewson
40. Senna bauhinioides (A.Gray) Irwin & Barneby
41. Senna benitoensis (Britton & P.Wilson) Irwin & Barneby
42. Senna bicapsularis (L.) Roxb.
43. Senna biglandularis A.O.Araujo & V.C.Souza
44. Senna birostris (Dombey ex Vogel) Irwin & Barneby
45. Senna bosseri Du Puy & R.Rabev.
46. Senna bracteosa D.B.O.S.Cardoso & L.P.Queiroz
47. Senna brongniartii (Gaudich.) Irwin & Barneby
48. Senna burkartiana (Villa) Irwin & Barneby
49. Senna cajamarcae Irwin & Barneby
50. Senna cana (Nees & Mart.) Irwin & Barneby
51. Senna candolleana (Vogel) Irwin & Barneby
52. Senna cardiosperma (F.Muell.) Randell
53. Senna catingae (Harms) L.P.Queiroz
54. Senna caudata (Standl.) Irwin & Barneby
55. Senna cearensis Afr.Fern.
56. Senna centranthera Irwin & Barneby
57. Senna cernua (Balb.) Irwin & Barneby
58. Senna chacoensis (Bravo) Irwin & Barneby
59. Senna charlesiana (Symon) Randell
60. Senna chloroclada (Harms) Irwin & Barneby
61. Senna chrysocarpa (Desv.) Irwin & Barneby
62. Senna circinnata (Benth.) Randell
63. Senna cladophylla (W.Fitzg.) Randell
64. Senna clavigera (Domin) Randell
65. Senna cobanensis (Britton ex Britton & Rose) H.S.Irwin & Barneby
66. Senna coimbrae M.Née & Barneby
67. Senna collicola Irwin & Barneby
68. Senna confinis (Greene) Irwin & Barneby
69. Senna corifolia (Benth.) Irwin & Barneby
70. Senna cornigera Irwin & Barneby
71. Senna coronilloides (Benth.) Randell
72. Senna corymbosa (Lam.) Irwin & Barneby
73. Senna costata (J.F.Bailey & C.T.White) Randell
74. Senna covesii (A.Gray) Irwin & Barneby
75. Senna crassiramea (Benth.) Irwin & Barneby
76. Senna crotalarioides (Kunth) Irwin & Barneby
77. Senna cruckshanksii (Hook. & Arn.) Irwin & Barneby
78. Senna cuatrecasasii Irwin & Barneby
79. Senna cumingii (Hook. & Arn.) Irwin & Barneby
80. Senna curvistyla (J.M.Black) Randell
81. Senna cushina (J.F.Macbr.) Irwin & Barneby
82. Senna cuthbertsonii (F.Muell.) Randell
83. Senna dardanoi Afr.Fern. & P.Bezerra
84. Senna dariensis (Britton & Rose) Irwin & Barneby
85. Senna davidsonii (V.Singh) V.Singh
86. Senna demissa (Rose) H.S.Irwin& Barneby
87. Senna didymobotrya (Fresen.) Irwin & Barneby
88. Senna divaricata (Nees & Blume) Lock
89. Senna domingensis (Spreng.) Irwin & Barneby
90. Senna durangensis (Rose) Irwin & Barneby
91. Senna ellisae (Brenan) Lock
92. Senna fabrisii (Bravo) Irwin & Barneby
93. Senna ferraria (Symon) Randell
94. Senna flexuosa (Randell) Randell
95. Senna foetidissima (Ruiz & Pav. ex G.Don) Irwin & Barneby
96. Senna formosa Irwin & Barneby
97. Senna fruticosa (Mill.) Irwin & Barneby
98. Senna galegifolia (L.) Barneby & Lourteig
99. Senna galeottiana (M.Martens) Irwin & Barneby
100. Senna gardneri (Benth.) Irwin & Barneby
101. Senna garrettiana (Craib) Irwin & Barneby
102. Senna gaudichaudii (Hook. & Arn.) Irwin & Barneby
103. Senna georgica Irwin & Barneby
104. Senna glaucifolia (Randell) Randell
105. Senna glutinosa (DC.) Randell
106. Senna goniodes (A.Cunn. ex Benth.) Randell
107. Senna gossweileri (Baker fil.) Lock
108. Senna guatemalensis (Donn.Sm.) Irwin & Barneby
109. Senna gundlachii (Urb.) Irwin & Barneby
110. Senna hamersleyensis (Symon) Randell
111. Senna harleyi Irwin & Barneby
112. Senna haughtii (J.F.Macbr.) Irwin & Barneby
113. Senna hayesiana (Britton & Rose) Irwin & Barneby
114. Senna hebecarpa (Fernald) Irwin & Barneby
115. Senna heptanthera (F.Muell.) Randell
116. Senna herzogii (Harms) Irwin & Barneby
117. Senna hilariana (Benth.) Irwin & Barneby
118. Senna hirsuta (L.) Irwin & Barneby
119. Senna holosericea (Fresen.) Greuter
120. Senna holwayana (Rose) Irwin & Barneby
121. Senna hookeriana Vatke
122. Senna huancabambae (Harms) Irwin & Barneby
123. Senna huidobriana (Phil.) Zoellner & San Martín
124. Senna huilana (Britton & Killip) Irwin & Barneby
125. Senna humifusa (Brenan) Lock
126. Senna hypoglauca Irwin & Barneby
127. Senna incarnata (Pav. ex Benth.) Irwin & Barneby
128. Senna insularis (Britton & Rose) Irwin & Barneby
129. Senna intermedia (B.D.Sharma, Vivek. & Rathakr.) V.Singh
130. Senna italica Mill.
131. Senna itatiaiae Irwin & Barneby
132. Senna juchitanensis Saynes & R.Torres
133. Senna koelziana Irwin & Barneby
134. Senna kuhlmannii Hoehne
135. Senna kurtzii (Harms) Irwin & Barneby
136. Senna lactea (Vatke) Du Puy
137. Senna lasseigniana Irwin & Barneby
138. Senna latifolia (G.Mey.) Irwin & Barneby
139. Senna leandrii (Ghesq.) Du Puy
140. Senna lechriosperma Irwin & Barneby
141. Senna leiophylla (Vogel) Irwin & Barneby
142. Senna leptoclada (Benth.) Randell
143. Senna ligustrina (L.) Irwin & Barneby
144. Senna lindheimerana (Scheele) H.S.Irwin & Barneby
145. Senna longiglandulosa (Benth.) Irwin & Barneby
146. Senna longiracemosa (Vatke) Lock
147. Senna loretensis (Killip & J.F.Macbr. ex Killip) Irwin & Barneby
148. Senna lourteigiana Irwin & Barneby
149. Senna macranthera (Collad.) Irwin & Barneby
150. Senna macrophylla (Kunth) Irwin & Barneby
151. Senna magnifolia (F.Muell.) Randell
152. Senna malaspinae Irwin & Barneby
153. Senna mandonii (Benth.) Irwin & Barneby
154. Senna manicula (Symon) Randell
155. Senna marilandica (L.) Link
156. Senna martiana (Benth.) Irwin & Barneby
157. Senna mensicola (Irwin & Barneby) Irwin & Barneby
158. Senna meridionalis (R.Vig.) Du Puy
159. Senna mexicana (Jacq.) Irwin & Barneby
160. Senna mollissima (Humb. & Bonpl. ex Willd.) H.S.Irwin & Barneby
161. Senna monilifera Irwin & Barneby
162. Senna monozyx (Irwin & Barneby) Irwin & Barneby
163. Senna montana (B.Heyne ex Roth) V.Singh
164. Senna morongii (Britton) Irwin & Barneby
165. Senna mucronifera (Mart. ex Benth.) Irwin & Barneby
166. Senna multifoliolata (Paul G.Wilson) Irwin & Barneby
167. Senna multiglandulosa (Jacq.) Irwin & Barneby
168. Senna multijuga (Rich.) Irwin & Barneby
169. Senna mutisiana (Kunth) Irwin & Barneby
170. Senna nana (Benth.) Irwin & Barneby
171. Senna neglecta (Vogel) Irwin & Barneby
172. Senna nicaraguensis (Benth.) Irwin & Barneby
173. Senna nitida (Rich.) Irwin & Barneby
174. Senna notabilis (F.Muell.) Randell
175. Senna nudicaulis (Burkart) Irwin & Barneby
176. Senna obliqua (G.Don) H.S.Irwin & Barneby
177. Senna oblongifolia (Vogel) Irwin & Barneby
178. Senna obtusifolia (L.) Irwin & Barneby
179. Senna occidentalis (L.) Link
180. Senna odorata (Morris) Randell
181. Senna oligoclada (F.Muell.) Randell
182. Senna orcuttii (Britton & Rose) H.S.Irwin & Barneby
183. Senna organensis (Glaz. ex Harms) Irwin & Barneby
184. Senna oxyphylla (Kunth) Irwin & Barneby
185. Senna pachyrrhiza (Bravo) Irwin & Barneby
186. Senna pallida (Vahl) Irwin & Barneby
187. Senna papillosa (Britton & Rose) Irwin & Barneby
188. Senna paposana (Phil.) Zoellner & San Martín
189. Senna paradictyon (Vogel) Irwin & Barneby
190. Senna paraensis (Ducke) Irwin & Barneby
191. Senna pendula (Humb. & Bonpl. ex Willd.) H.S.Irwin & Barneby
192. Senna pentagonia (Mill.) Irwin & Barneby
193. Senna peralteana (Kunth) Irwin & Barneby
194. Senna perrieri (R.Vig.) Du Puy
195. Senna petersiana (Bolle) Lock
196. Senna phlebadenia Irwin & Barneby
197. Senna phyllodinea (R.Br.) Symon
198. Senna pilifera (Vogel) Irwin & Barneby
199. Senna pilocarina (Symon) Randell
200. Senna pilosior (B.L.Rob. ex J.F.Macbr.) H.S.Irwin & Barneby
201. Senna pinheiroi Irwin & Barneby
202. Senna pistaciifolia (Kunth) Irwin & Barneby
203. Senna planitiicola (Domin) Randell
204. Senna pleurocarpa (F.Muell.) Randell
205. Senna pluribracteata F.S.Souto & R.T.Queiroz
206. Senna pneumatica Irwin & Barneby
207. Senna podocarpa (Guill. & Perr.) Lock
208. Senna polyantha (Moc. & Sessé ex Collad.) Irwin & Barneby
209. Senna polyphylla (Jacq.) Irwin & Barneby
210. Senna praeterita Irwin & Barneby
211. Senna procumbens Randell
212. Senna pumilio (A.Gray) Irwin & Barneby
213. Senna punoensis Irwin & Barneby
214. Senna purpusii (Brandegee) Irwin & Barneby
215. Senna quinquangulata (Rich.) H.S.Irwin & Barneby
216. Senna racemosa (Mill.) Irwin & Barneby
217. Senna reniformis (G.Don) Irwin & Barneby
218. Senna reticulata (Willd.) Irwin & Barneby
219. Senna rigida (Hieron.) Irwin & Barneby
220. Senna rigidicaulis (Burkart ex Bravo) Irwin & Barneby
221. Senna ripleyana (Irwin & Barneby) Irwin & Barneby
222. Senna rizzinii Irwin & Barneby
223. Senna robiniifolia (Benth.) Irwin & Barneby
224. Senna roemeriana (Scheele) Irwin & Barneby
225. Senna rostrata (Mart.) Irwin & Barneby
226. Senna rugosa (G.Don) Irwin & Barneby
227. Senna ruiziana (G.Don) H.S.Irwin & Barneby
228. Senna rupununiensis Irwin & Barneby
229. Senna ruspolii (Chiov.) Lock
230. Senna saeri (Britton & Rose ex Pittier) Irwin & Barneby
231. Senna sandwithiana Irwin & Barneby
232. Senna santanderensis (Britton & Killip) Irwin & Barneby
233. Senna scabriuscula (Vogel) Irwin & Barneby
234. Senna scandens (Ruiz & Pav. ex G.Don) Irwin & Barneby
235. Senna septemtrionalis (Viv.) Irwin & Barneby
236. Senna sericea (Symon) Albr. & Symon
237. Senna siamea (Lam.) Irwin & Barneby
238. Senna silvestris (Vell.) Irwin & Barneby
239. Senna singueana (Delile) Lock
240. Senna skinneri (Benth.) Irwin & Barneby
241. Senna smithiana (Britton & Rose) Irwin & Barneby
242. Senna socotrana (Serrato) Lock
243. Senna sophera (L.) Roxb.
244. Senna sousana Irwin & Barneby
245. Senna spectabilis (DC.) Irwin & Barneby
246. Senna spinescens (Hoffmanns. ex Vogel) H.S.Irwin & Barneby
247. Senna spiniflora (Burkart) Irwin & Barneby
248. Senna spinigera (Rizzini) Irwin & Barneby
249. Senna splendida (Vogel) Irwin & Barneby
250. Senna stenophylla (Benth.) Irwin & Barneby
251. Senna stipulacea (Aiton) Irwin & Barneby
252. Senna stowardii (S.Moore) Randell
253. Senna stricta (Randell) Randell
254. Senna suarezensis (Capuron) Du Puy
255. Senna subtrijuga Irwin & Barneby
256. Senna subulata (Grisebach) Irwin & Barneby
257. Senna sulfurea (DC. ex Collad.) Irwin & Barneby
258. Senna surattensis (Burm.fil.) Irwin & Barneby
259. Senna symonii (Randell) Randell
260. Senna talpana Irwin & Barneby
261. Senna tapajozensis (Ducke) Irwin & Barneby
262. Senna tenuifolia (Vogel) Irwin & Barneby
263. Senna timorensis (DC.) Irwin & Barneby
264. Senna tocotana (Rose) Silverst.
265. Senna tonduzii (Standl.) Irwin & Barneby
266. Senna trachypus (Benth.) Irwin & Barneby
267. Senna trianae Irwin & Barneby
268. Senna trichosepala (Chodat & Wilczek) Irwin & Barneby
269. Senna trolliiflora Irwin & Barneby
270. Senna tropica (Vell.) Irwin & Barneby
271. Senna truncata (Brenan) Lock
272. Senna tuhovalyana (Aké Assi) Lock
273. Senna uncata Irwin & Barneby
274. Senna undulata (Benth.) Irwin & Barneby
275. Senna uniflora (Mill.) Irwin & Barneby
276. Senna unijuga (Rose) Irwin & Barneby
277. Senna urmenetae (Phil.) Irwin & Barneby
278. Senna vargasii (Schery) H.S.Irwin & Barneby
279. Senna velutina (Vogel) Irwin & Barneby
280. Senna venusta (F.Muell.) Randell
281. Senna versicolor (Meyen ex Vogel) H.S.Irwin & Barneby
282. Senna viarum (Little) Irwin & Barneby
283. Senna viciifolia (Benth.) Irwin & Barneby
284. Senna viguierella (Ghesq.) Du Puy
285. Senna villosa (Mill.) Irwin & Barneby
286. Senna viminea (L.) Irwin & Barneby
287. Senna weddelliana Irwin & Barneby
288. Senna williamsii (Britton & Rose) Irwin & Barneby
289. Senna wislizenii (A.Gray) Irwin & Barneby
290. Senna wurdackii Irwin & Barneby

## Vanjske poveznice
|  | Zajednički poslužitelj ima još gradiva o temi Senna |
|  | Wikivrste imaju podatke o taksonu Senna             |